# Ровба
Ровба (укр. Ровба) — село на Украине, находится в Народичском районе Житомирской области.
Код КОАТУУ — 1823787206. Население по переписи 2001 года составляет 4 человека. Почтовый индекс — 11412. Телефонный код — 4140. Занимает площадь 0,075 км².

## Адрес местного совета
11412, Житомирская область, Народичский р-н, с.Радча